# Вење
Вење је насељено место у саставу града Кутјева, у западној Славонији, Република Хрватска.

## Историја
До нове територијалне организације налазило се у саставу бивше велике општине Славонска Пожега.

## Становништво
На попису становништва 2011. године, Вење је имало 98 становника.
| Националност       | 1991.        |
| Хрвати             | 148 (97,36%) |
| Срби               | 1 (0,65%)    |
| Југословени        | 1 (0,65%)    |
| остали и непознато | 2 (1,31%)    |
| Укупно             | 152          |